# Noel Mazzone
Noel Scott Mazzone (Mount Vernon, Washington, 1957. március 21. –) amerikai amerikaifutball-játékos és -edző, 2025-ben a Memphis Showboats támadókoordinátora és quarterbackjeinek edzője.

## Játékosként
Az új-mexikói Ratonban nőtt fel. 1975 és 1979 között a New Mexico Lobos quarterbackje volt.

## Edzőként
Diplomaszerzését követően a New Mexico Lobosnál Joe Morrison helyettese, majd a boulderi középiskola munkatársa lett. 1982 és 1986 között a Colorado State Rams quarterbackjeit és wide receivereit edzette, majd 1987 és 1991 között a TCU Horned Frogs, 1992 és 1994 között pedig a Minnesota Golden Gophers quarterbackjeinek edzője volt. 1995 és 1998 között az Ole Miss Rebels, 1999 és 2001 között az Auburn Tigers, 2002-ben pedig az Oregon State Beavers támadókoordinátora volt.
2003–2004-ben az NC State Wolfpack tight endjeinek edzőjeként dolgozott, majd 2005-ben egy szezonra visszatért az Ole Miss Rebelshez; támadókoordinátori állását elveszítette, de szerződése miatt a csapat munkatársa maradt. 2006 és 2008 között a New York Jets alkalmazta.
2009 elején a Miami Hurricanes és a Pittsburgh Panthers támadókoordinátori, illetve a Cleveland Browns quarterbackedzői pozíciójának várományosa volt, de az észak-karolinai Panther Creek középiskola munkatársa lett. 2010–2011-ben az Arizona State Sun Devils, 2012 és 2015 között pedig a UCLA Bruins támadókoordinátoraként dolgozott.
2016. január 8-án a Texas A&M Aggies, 2018. január 14-én pedig fia munkatársaként az Arizona Wildcats támadókoordinátora lett. 2021. szeptember 15-én a UConn Huskies támadójáték-elemzőjének nevezték ki.
2024 elején az IFA-beli Team PDX vezetőedzője lett volna, de a csapat nem állt fel. 2025-ben a Memphis Showboats munkatársa lett.

## Fordítás
- Ez a szócikk részben vagy egészben  a   Noel Mazzone című angol Wikipédia-szócikk ezen változatának fordításán alapul.  Az eredeti cikk szerkesztőit annak laptörténete sorolja fel. Ez a jelzés csupán a megfogalmazás eredetét és a szerzői jogokat jelzi, nem szolgál a cikkben szereplő információk forrásmegjelöléseként.